# Péter Palotás
Péter Palotás (Péter Poteleczky) (Budapest, 27 giugno 1929 – Budapest, 17 maggio 1967) è stato un calciatore ungherese, di ruolo attaccante.

## Carriera

### Club
Dal 1950 al 1959 militò nel MTK Budapest, il quale si era chiamato, al inizio dei cinquanta, Textiles, Bástya nonché Vörös Lobogó. È stato il primo calciatore a realizzare una tripletta in Coppa dei Campioni, il 7 settembre 1955 al Népstadion contro l'Anderlecht nella stagione 1955-1956. La prima tripletta venne così messa a segno già alla seconda partita ufficiale del torneo.
Non cambiò mai la sua squadra di club, fino al compimento dei 30 anni d'età quando abbandona il calcio giocato per continui problemi al cuore, che lo avrebbero accompagnato fino alla sua prematura scomparsa all'età di 37 anni.

### Nazionale
Con la Nazionale ungherese conquistò l'oro olimpico a Helsinki nel 1952, sconfiggendo la Jugoslavia in finale per 2-0. Palotás andò a segno quattro volte in quattro partite essendo figura sempre titolare nell'attacco dell'Ungheria assieme al suo compagno Nándor Hidegkuti.
Nel 1954, due anni dopo il trionfo ai Giochi olimpici, partecipa ai Mondiali in Svizzera dove mette a segno una doppietta nel debutto vinto per 9-0 contro la Repubblica di Corea. Furono i suoi ultimi gol nel torneo, sebbene avrebbe disputato una partita più (la semifinale contro l'Uruguay.
In totale ha segnato 18 gol in 24 partite con la maglia della Nazionale.

## Palmarès

### Club

#### Competizioni nazionali
- Campionato ungherese: 3

MTK Budapest: 1951, 1953, 1957-1958
- Coppa dell'Ungheria: 1

MTK Budapest: 1951-1952

#### Competizioni internazionali
- Coppa Mitropa: 1

Vörös Lobogó: 1955

### Nazionale
- Oro olimpico: 1

Helsinki 1952